# Мамунийе
Мамуни́йе (перс. مأمونیه‎) — город на западе Ирана, в провинции Меркези. Административный центр шахрестана  Зарандийе. Восьмой по численности населения город провинции.

## География
Город находится в северо-восточной части Центрального остана, в горной местности, на высоте 1 258 метров над уровнем моря.
Мамунийе расположен на расстоянии приблизительно 150 километров к северо-востоку от Эрака, административного центра провинции и на расстоянии 80 километров к юго-западу от Тегерана, столицы страны.

## Население
На 2006 год население составляло 17 337 человек; в национальном составе преобладают персы, в конфессиональном — мусульмане-шииты.